# Janice spinidactyla
Janice spinidactyla is een vlokreeftensoort uit de familie van de Unciolidae. De wetenschappelijke naam van de soort is voor het eerst geldig gepubliceerd in 1973 door Griffiths.